# Championnats d'Europe vétérans d'athlétisme
Les Championnats d'Europe vétérans sont une compétition d'athlétisme organisée par l'European Veterans Athletic Association, inscrite au calendrier de l'IAAF et AEA. Elle est réservée aux athlètes qui sont âgés de 35 ans et plus. 18 championnats ont eu lieu depuis 1978 et ceux de Viareggio en Italie, et ces championnats se déroulent tous les 2 ans, les années paires. Les prochains Championnats d'Europe vétérans auront lieu du 15 au 24 aout 2014 à Izmir en Turquie.

## Éditions
| N° | Édition | Ville                   | Pays                                 | Date                      | Stade |
| -- | ------- | ----------------------- | ------------------------------------ | ------------------------- | ----- |
| 1  | CE 1978 | Turin                   | Italie                               | du 10 au 16 septembre     |       |
| 2  | CE 1980 | Helsinki                | Finlande                             | du 6 au 10 août           |       |
| 3  | CE 1982 | Strasbourg              | France                               | du 14 au 18 juillet       |       |
| 4  | CE 1984 | Brighton                | Royaume-Uni                          | du 20 au 25 août          |       |
| 5  | CE 1986 | Malmö                   | Suède                                | du 28 juillet au 2 août   |       |
| 6  | CE 1988 | Vérone                  | Italie                               | du 25 juin au 2 juillet   |       |
| 7  | CE 1990 | Budapest                | Hongrie                              | du 30 juin au 7 juillet   |       |
| 8  | CE 1992 | Kristiansand            | Norvège                              | du 26 juin au 4 juillet   |       |
| 9  | CE 1994 | Athènes                 | Grèce                                | du 12 au 12 juin          |       |
| 10 | CE 1996 | Malmö                   | Suède                                | du 27 au 27 juillet       |       |
| 11 | CE 1998 | Cesenatico              | Italie                               | du 11 au 19 septembre     |       |
| 12 | CE 2000 | Jyväskylä               | Finlande                             | du 6 au 16 juillet        |       |
| 13 | CE 2002 | Potsdam                 | Allemagne                            | du 15 au 25 août          |       |
| 14 | CE 2004 | Aarhus                  | Danemark                             | du 22 juillet au 1er août |       |
| 15 | CE 2006 | Poznań                  | Pologne                              | du 19 au 30 juillet       |       |
| 16 | CE 2008 | Ljubljana               | Slovaquie                            | du 23 juillet au 30 août  |       |
| 17 | CE 2010 | Nyiregyhaza             | Hongrie                              | du 15 au 24 juillet       |       |
| 18 | CE 2012 | Zittau Bogatynia Hradek | Allemagne Pologne République tchèque | du 16 au 25 août          |       |
| 19 | CE 2014 | Izmir                   | Turquie                              | du 15 au 24 août          |       |
| 20 | CE 2017 | Aarhus                  | Danemark                             | du 27 juillet au 6 août   |       |